# Любомирка (Полонский район)
Любомирка (укр. Любомирка) — село в Полонском районе Хмельницкой области Украины.
Население по переписи 2001 года составляло 396 человек. Почтовый индекс — 30535. Телефонный код — 3843. Занимает площадь 0,728 км². Код КОАТУУ — 6823686203.

## Местный совет
30535, Хмельницкая обл., Полонский р-н, с. Прислуч, ул. Ленина, 1